# Frédéric Meyrieu
Frédéric Meyrieu (sinh ngày 9 tháng 2 năm 1968) là cựu cầu thủ bóng đá chuyên nghiệp người Pháp chơi ở vị trí tiền vệ.

## Danh hiệu
FC Sion
- Swiss Super League: 1996–97
- Swiss Cup: 1996–97[1]